# Ogre

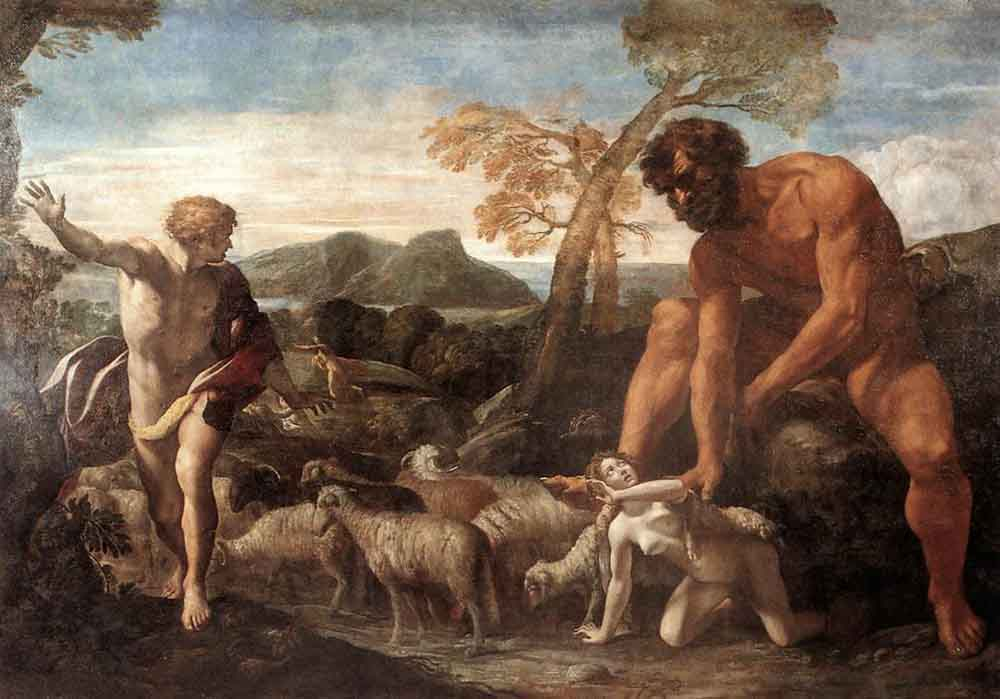
Bức hoạ của Giovanni Lanfranco, một đoạn từ Orlando Furioso, miêu tả Norandino và Lucina khám phá ra ogre khi họ đang đi nghỉ tuần trăng mật.

Ogre (hay Ogress đối với nữ ogre) là một loại quái vật khổng lồ, một sinh vật độc ác và đáng sợ có đặc tính người và quái vật, đặc trưng trong Thần thoại, truyện cổ tích dân gian và khoa học giả tưởng. Ogre thường được miêu tả trong các truyện cổ tích thần tiên như là vật ăn thịt người, và đã xuất hiện trong nhiều tác phẩm kinh điển của văn học. Trong Nghệ thuật, ogre thường được miêu tả với cái đầu khổng lồ, nhiều tóc và râu ria, tính tham ăn, và cơ thể khoẻ như trâu. 

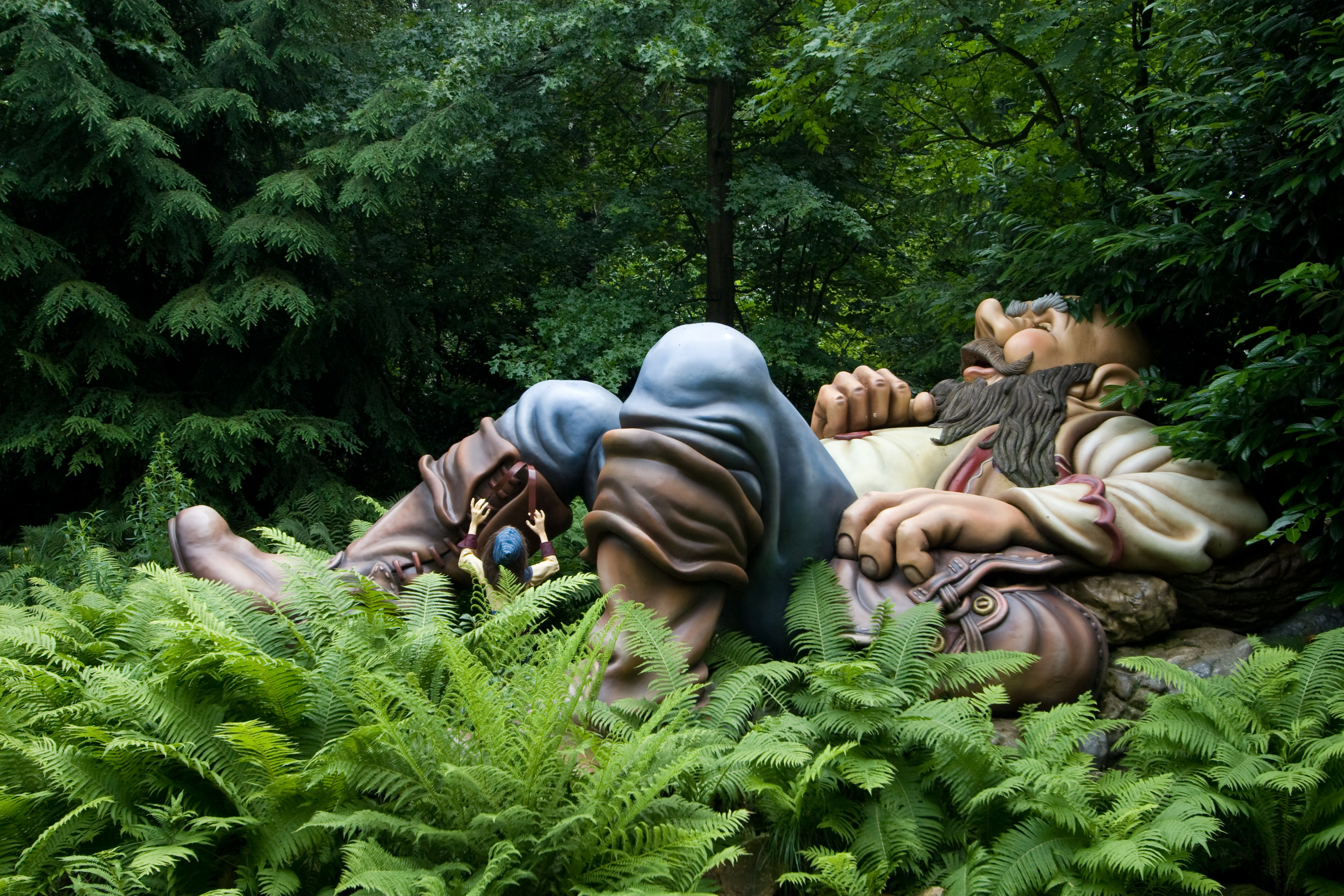
Tượng ogre trong truyện Hop-o'-My-Thumb ở Efteling, Hà Lan.

Thuật ngữ Ogre tương tự như Ông kẹ trong truyện dân gian Việt Nam và loài quỷ Oni trong văn hóa Nhật Bản, thường được sử dụng trong một ý nghĩa ẩn dụ về những quái vật kinh tởm hay bóc lột, đối xử tàn bạo hoặc ăn tươi nuốt sống nạn nhân của họ.
Trong thời hiện đại, ogre đã xuất hiện trong trò chơi nhập vai Dungeons & Dragons, chúng được miêu tả là những sinh vật hình người to lớn, mạnh mẽ nhưng không được thông minh thường đóng vai trò là những kẻ phản diện, nhưng cũng có những nhân vật có thể chơi được là ogre. Ogre được các tác giả của Dungeons & Dragons For Dummies xếp là mạnh thứ mười trong hàng ngũ quái vật cấp thấp. Họ cho rằng ogre "dạy người chơi cách chiến đấu với những con quái vật to lớn, mạnh mẽ, ngu ngốc, đó là một trải nghiệm D&D mang tính biểu tượng".